# 李煥章 (紙藝師)
李煥章（1925年—2015年4月9日），出生於山東臨沂，臺灣國寶級紙藝家，曾獲國家傳藝獎、教育文化獎章、民族藝術薪傳獎、第一屆藝術教育貢獻獎「終身成就獎」。

## 生平
李煥章十歲時其父親過世，由母親獨自扶養長大。1948年撤退來台後，考取師範學院美術科，在西松國小與臺北市立中正國民小學教書。

## 展覽與展演
- 2013/04/21~2013/04/21於林本源園邸剪紙展演[4]
- 信義社區大學剪紙藝術（剪綾布）李煥章師生作品聯展[5]
- 李煥章師生剪綾布（紙）作品聯展[6]

## 得獎
- 國家傳藝獎
- 教育文化獎章
- 民族藝術薪傳獎
- 第一屆藝術教育貢獻獎「終身成就獎」[7]

## 出版
- 剪紙藝師：李煥章－新北市口述歷史【傳統藝術類】 [8]

## 相關
- 剪紙
- 摺紙